# Sonate K. 372
La sonate K. 372 (F.318/L.302) en sol majeur est une œuvre pour clavier du compositeur italien Domenico Scarlatti.

## Présentation
La sonate K. 372, en sol majeur, notée Allegro, forme une paire avec la sonate suivante. Comme les précédentes, il s'agit d'un traitement orchestral, avec des contrastes de registres tout au long de la sonate, et une texture sonore qui suggère presque le son d'un quatuor à cordes. C’est une pièce dansante et vivante, dont l'ouverture est étroitement liée à deux autres sonates : K. 209 et K. 280.

## Manuscrits
Le manuscrit principal est le numéro 15 du volume VIII (Ms. 9779) de Venise (1754), copié pour Maria Barbara ; les autres sont Parme X 15 (Ms. A. G. 31415), Münster IV 52 (Sant Hs 3967) et Vienne B 52 (VII 28011 B). Une copie figure à la Morgan Library, manuscrit Cary 703 no 60, ; et une autre à Cambridge, manuscrit Fitzwilliam (1772), ms. 32 F 12 (no 6).

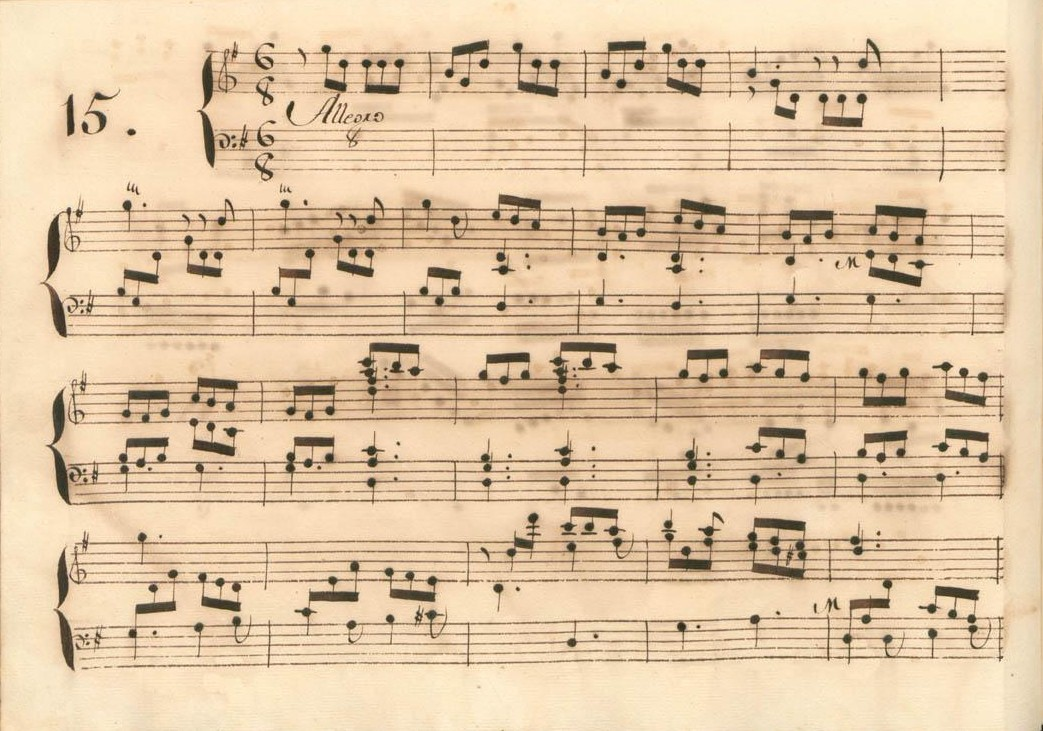
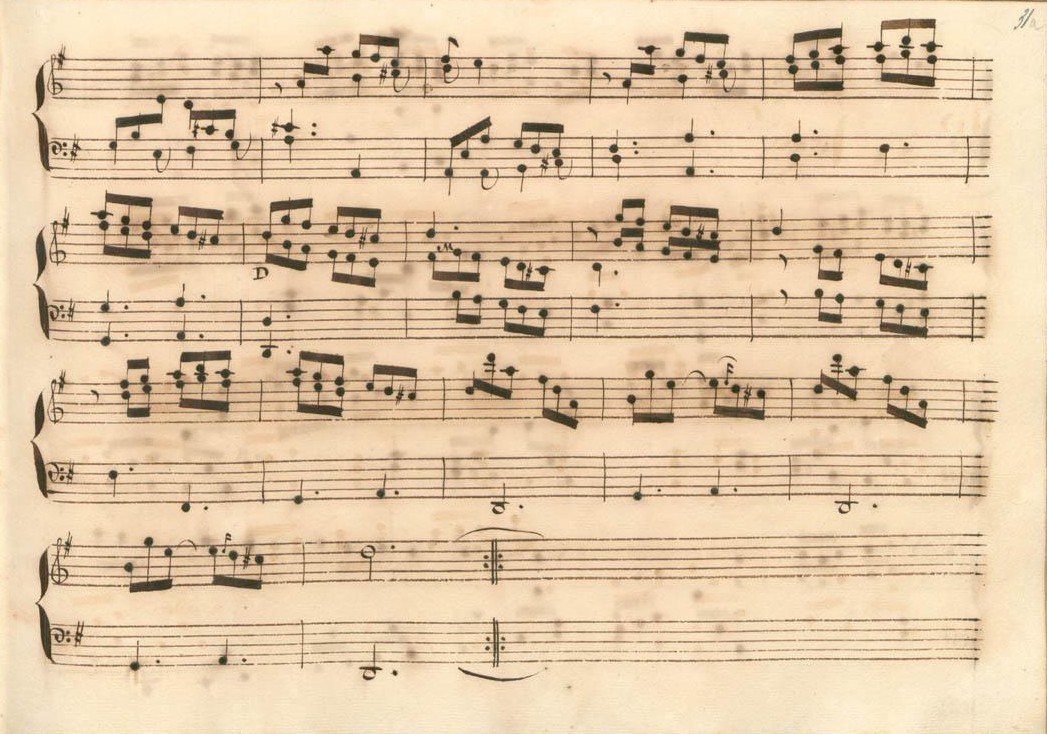
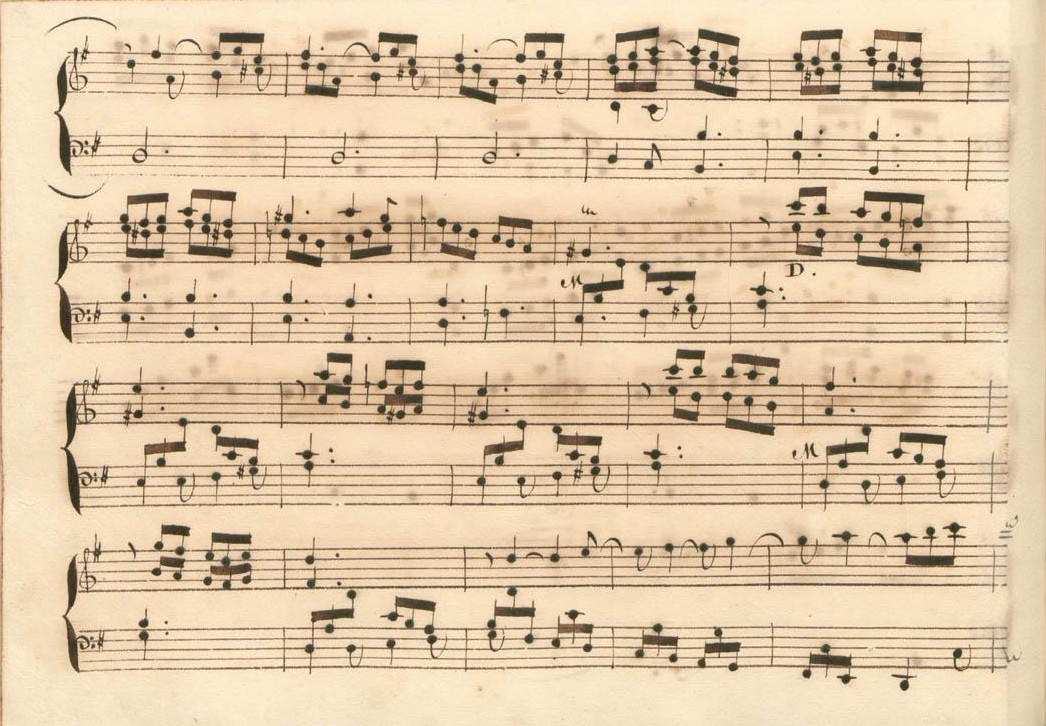
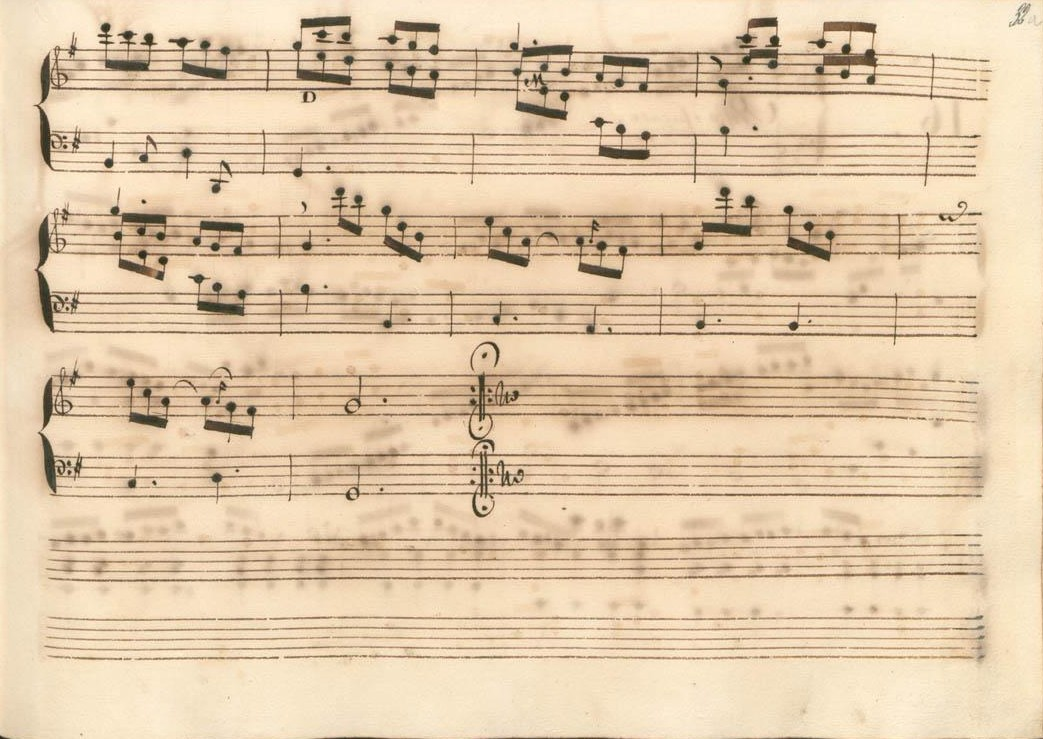

## Interprètes
La sonate K. 372 est défendue au piano, notamment par Carlo Grante (2013, Music & Arts, vol. 4) et Sean Kennard (2017, Naxos) ; au clavecin par Scott Ross (1985, Erato), Richard Lester (2003, Nimbus, vol. 3) et Pieter-Jan Belder (Brilliant Classics, vol. 9). Andrés Cea l'interprète à l'orgue du palais royal de Madrid (2007, Lindoro).

## Sources
: document utilisé comme source pour la rédaction de cet article.
- Ralph Kirkpatrick (trad. de l'anglais par Dennis Collins), Domenico Scarlatti, Paris, Lattès, coll. « Musique et Musiciens », 1982 (1re éd. 1953 (en)), 493 p. (ISBN 978-2-7096-0118-4, OCLC 954954205, BNF 34689181).
- Alain de Chambure, « Domenico Scarlatti, Intégrale des sonates — Scott Ross », Erato/Éditions Costallat (2564-62092-2 (livret : 2292-45309-2)), 1985 (OCLC 891183737) .
- (en) Carlo Grante, « Domenico Scarlatti, intégrale des sonates pour clavier (vol. 4) », Music & Arts (CD-1293), 2016 (OCLC 1020680576) .
- (es) Celestino Yáñez Navarro (thèse), Nuevas aportaciones para el estudio de las sonatas de Domenico Scarlatti. Los manuscritos del Archivo de Música de las Catedrales de Zaragoza, Université autonome de Barcelone, 2016 (lire en ligne)